# Коридо
Коридо (итал. Corrido) је насеље у Италији у округу Комо, региону Ломбардија.
Према процени из 2011. у насељу је живело 810 становника. Насеље се налази на надморској висини од 505 м.

## Становништво
| 1936. | 1951. | 1961. | 1971. | 1981. | 1991. | 2001. | 2011. |
| ----- | ----- | ----- | ----- | ----- | ----- | ----- | ----- |
| 595   | 581   | 551   | 612   | 658   | 722   | 730   | 841   |